# Athlétisme aux Jeux d'Amérique centrale et des Caraïbes de 2023
Navigation
Édition 2018 Édition 2026
Les épreuves d'athlétisme lors des Jeux d'Amérique centrale et des Caraïbes de 2023 se déroulent du 2 au 8 juillet 2023 à San Salvador au Salvador, dans le Stade Jorge-González.

## Compétition
7 records des Jeux sont battus lors de la compétition.
1 athlète, la Colombienne Natalia Linares au saut en longueur, réalise les minima pour les championnats du monde 2023 et les Jeux olympiques de 2024.
Le Guatémaltèque Alberto Gonzalez Mindez remporte la première médaille d'or de ces Jeux, sur semi-marathon, qui fait son retour au programme, en battant en 1 h 03 min 50 s le vieux record des Jeux de 1959.
La Vénézuélienne Rosa Rodríguez conserve son titre au lancer du marteau et bat le record des Jeux avec 71,62 m.
Au saut en longueur féminin, la Colombienne Natalia Linares s'impose en battant le record des Jeux et son record personnel avec une marque de 6,86 m, performance lui permettant d'être la première athlète au monde à se qualifier pour l'épreuve aux Jeux olympiques de 2024.
Sur 5 000 m, la Vénézuélienne Joselyn Brea remporte sa deuxième médaille d'or des Jeux, après le semi-marathon la veille, et bat le record des Jeux en 15 min 10 s 60.
Sur 100 m, l'athlète de Sainte-Lucie Julien Alfred s'impose sur 100 m en 11 s 14, record des Jeux égalé, et ce malgré un fort vent de face de - 2,2 m/s.
Le pays-hôte, Salvador, remporte sa première médaille d'or en athlétisme avec la victoire, dans des conditions météorologiques désastreuses, de Pablo Ibañez sur 400 m haies en 49 s 34. Chez les femmes, la Cubaine Zurían Hechavarría créée la surprise en battant la Panaméenne Gianna Woodruff, finaliste des mondiaux en 2022, 55 s 52 contre 56 s 15.
Lors des demi-finales du 100 m haies, la championne olympique portoricaine Jasmine Camacho-Quinn bat le record des Jeux en 12 s 60.
Au décathlon, son compatriote Ayden Owens-Delerme, 4e des championnats du monde en 2022, remporte le titre et bat le record des Jeux avec 8 218 points, pour son premier décathlon de la saison.
En demi-finale du 400 m, le Français Gilles Biron, représentant la Martinique, signe le meilleur temps des qualifiés et bat son record personnel en 45 s 05, pour devenir le troisième meilleur performeur français de l'histoire. Chez les femmes, toutes les favorites Marileidy Paulino (51 s 25), Paola Morán (51 s 36), Roxana Gómez (51 s 36) et Fiordaliza Cofil (51 s 47) se qualifient pour la finale.
Au triple saut, la Vénézuélienne Yulimar Rojas établit un nouveau record des Jeux avec 15,16 m, également meilleure performance mondiale de l'année. Le Cubain Lázaro Martínez, chez les hommes, bat également le record des Jeux, avec 17,51 m.
En finale du 400 m, la vice-championne olympique et du monde Marileidy Paulino signe 49 s 92 et bat le record des Jeux.
Aux relais 4 x 100 m et 4 x 400 m femmes, les équipes Cuba battent les record des Jeux, en 43 s 17 et 3 min 26 s 08 respectivement.

## Résultats

### Hommes
| Épreuves                     | Or                                                                                       | Argent                                                                                                | Bronze |
| ---------------------------- | ---------------------------------------------------------------------------------------- | --- | --- |
| 100 m Vent : - 2,4 m/s       | Emanuel Archibald 10 s 24                                                                | José González 10 s 26                                                                                 | Rikkoi Brathwaite 10 s 26                                                                                       |
| 200 m Vent : - 0,3 m/s       | Alexander Ogando 19 s 99 (SB)                                                            | Carlos Palacios 20 s 37 (SB)                                                                          | Alonso Edward 20 s 46 (SB)                                                                                      |
| 400 m                        | Jereem Richards 44 s 54 (PB)                                                             | Michael Joseph 44 s 90 (PB)                                                                           | Gilles Biron 45 s 06 (PB)                                                                                       |
| 800 m                        | Handal Roban 1 min 45 s 93                                                               | Ryan Sánchez 1 min 46 s 86                                                                            | Ferdy Agramonte 1 min 47 s 46                                                                                   |
| 1 500 m                      | Fernando Martínez 3 min 43 s 47                                                          | Robert Napolitano 3 min 43 s 86                                                                       | Dage Minors 3 min 45 s 12                                                                                       |
| 5 000 m                      | Héctor Pagan 14 min 07 s 17                                                              | Diego García 14 min 11 s 12                                                                           | Carlos San Martín 14 min 14 s 08                                                                                |
| 10 000 m                     | Victor Zambrano 29 min 39 s 30                                                           | Iván Gonzalez 29 min 40 s 71                                                                          | Mario Pacay 29 min 43 s 97                                                                                      |
| Semi-marathon                | Alberto Gonzalez Mindez 1 h 03 min 50 s (GR)                                             | José González 1 h 04 min 23 s                                                                         | Juan Luis Barrios 1 min 05 s 13                                                                                 |
| 20 km marche                 | José Luis Doctor 1 h 22 min 35                                                           | Cesar Herrera 1 h 22 min 37 s                                                                         | Noel Chama Almazán 1 h 23 min 09 s                                                                              |
| 110 m haies Vent : - 0,4 m/s | Shane Brathwaite 13 s 64 (13.636)                                                        | Rasheem Browne 13 s 64 (13.639)                                                                       | Jeanice Laviolette 13 s 82                                                                                      |
| 400 mètres haies             | Pablo Ibañez 49 s 34                                                                     | Guillermo Campos Ornelas 49 s 55                                                                      | Juander Santos 49 s 61                                                                                          |
| 3 000 m steeple              | Carlos Sanmartin 8 min 50 s 15                                                           | César Gómez 8 min 50 s 68                                                                             | Carlos Santós 8 min 51 s 92                                                                                     |
| 4 × 100 m                    | Trinité-et-Tobago Carlon Hosten Kion Benjamin Eric Harrison Devin Augustine 38 s 30 (SB) | République dominicaine Christopher Váldez José González Erick Sánchez Yancarlos Martínez 38 s 61 (SB) | Venezuela David Vivas Rafael Vásquez Alexis Nieves Bryant Alamo 39 s 13 (SB)                                    |
| 4 × 400 m                    | Trinité-et-Tobago Renny Quow Che Lara Machel Cedenio Jereem Richards 3 min 01 s 99 (SB)  | Barbade Kyle Gale Rasheeme Griffith Rivaldo Leacock Desean Boyce 3 min 02 s 12 (SB)                   | République dominicaine Ezequiel Suárez Hidalgo Juander Santos Robert King Lidio Andrés Feliz 3 min 02 s 19 (SB) |
| Saut en hauteur              | Luis Castro Rivera 2,25 m                                                                | Luis Zayas 2,25 m                                                                                     | Shaun Miller Jr. 2,22 m                                                                                         |
| Saut à la perche             | Jorge Luna 5,40 m                                                                        | Victor Castillero 5,30 m                                                                              | José Nieto 5,30 m                                                                                               |
| Saut en longueur             | Alejandro Parada 7,88 m                                                                  | Jordan Turner 7,65 m                                                                                  | Tristan James 7,65 m                                                                                            |
| Triple saut                  | Lázaro Martínez 17,51 m (GR)                                                             | Cristian Nápoles 17,11 m                                                                              | Leodán Torrealba 16,41 m                                                                                        |
| Lancer du poids              | Uziel Muñoz 20,81 m                                                                      | Jairo Morán 19,18 m                                                                                   | Djimon Grubs 19,00 m                                                                                            |
| Lancer du disque             | Mario Díaz 62,57 m                                                                       | Mauricio Ortega 61,67 m                                                                               | Jorge Fernández 59,97 m                                                                                         |
| Lancer du marteau            | Jerome Vega Llanos 74,83 m                                                               | Diego del Real 74,57 m                                                                                | Miguel Zamora 72,63 m                                                                                           |
| Lancer du javelot            | Keshorn Walcott 83,60 m                                                                  | David Carreón 78,03 m                                                                                 | Elvis Graham 76,43 m                                                                                            |
| Décathlon                    | Ayden Owens-Delerme 8 218 pts (GR)                                                       | Ken Mullings 8 060 pts (PB)                                                                           | Yariel Soto 7 762 pts                                                                                           |

### Femmes
| Épreuves                          | Or                                                                                        | Argent | Bronze                                                                                              |
| --------------------------------- | ----------------------------------------------------------------------------------------- | --- | --------------------------------------------------------------------------------------------------- |
| 100 m Vent : - 2,2 m/s            | Julien Alfred 11 s 14 (=GR)                                                               | Yanique Dayle 11 s 39                                                                                      | Yunesleidy García 11 s 50                                                                           |
| 200 m Vent : - 0,7 m/s            | Yanique Dayle 22 s 80                                                                     | Yunesleidy García 23 s 05                                                                                  | Fiordaliza Cofil 23 s 07                                                                            |
| 400 m                             | Marileidy Paulino 49 s 92 (GR)                                                            | Roxana Gómez 51 s 23                                                                                       | Gabriella Scott 51 s 51                                                                             |
| 800 m                             | Rose Mary Almanza 2 min 01 s 75                                                           | Sahily Diago 2 min 02 s 81                                                                                 | Shafiqua Maloney 2 min 04 s 98                                                                      |
| 1 500 m                           | Joselyn Brea 4 min 10 s 39 (GR)                                                           | Sahily Diago 4 min 11 s 07                                                                                 | Daily Cooper 4 min 11 s 25                                                                          |
| 5 000 m                           | Joselyn Brea 15 min 10 s 60 (GR)                                                          | Laura Galván 15 min 12 s 61                                                                                | Alma Cortes 15 min 59 s 21                                                                          |
| 10 000 m                          | Laura Galván 33 min 12 s 28 (GR)                                                          | Viviana Aroche 33 min 38 s 44                                                                              | Citlali Christian 33 min 40 s 43                                                                    |
| Semi-marathon                     | Joselyn Brea 1 h 15 min 04 s                                                              | Margarita Hérnandez Flores 1 h 15 min 10 s                                                                 | Angie Orjuela 1 h 15 min 19 s                                                                       |
| 20 km marche                      | Alejandra Ortega 1 h 35 min 43 s                                                          | María Fernanda Peinado 1 h 35 min 59 s                                                                     | Martiza Poncio lograron 1 h 36 min 25 s                                                             |
| 100 mètres haies Vent : - 0,2 m/s | Jasmine Camacho-Quinn 12 s 61                                                             | Greisys Roble 12 s 94                                                                                      | Andrea Vargas 13 s 02                                                                               |
| 400 mètres haies                  | Zurian Hechavarría 55 s 52                                                                | Gianna Woodruff 56 s 15                                                                                    | Daniela Rojas 56 s 58                                                                               |
| 3 000 m steeple                   | Alondra Negrón 10 min 14 s 34                                                             | Arían Chai 10 min 24 s 04                                                                                  | Stefany López 10 min 27 s 20                                                                        |
| 4 × 100 m                         | Cuba Laura Moreira Enis Pérez Yarima García Yunisleidy García 43 s 17 (GR)                | Trinité-et-Tobago Sanaa Frederick Akilah Lewis Reyare Thomas Leah Bertrand 43 s 43                         | République dominicaine Liranyi Alonso Marileidy Paulino Anabel Medina Darianny Jíménez 43 s 45 (SB) |
| 4 × 400 m                         | Cuba Zurian Hechavarría Rose Mary Almanza Lisneidy Veitía Roxana Gómez 3 min 26 s 08 (GR) | République dominicaine Mariana Pérez Anabel Medina Franshina Martínez Marileidy Paulino 3 min 27 s 84 (NR) | Colombie Lina Licona Melany Bolaño Valeria Cabezas Evelis Aguilar 3 min 31 s 16 (SB)                |
| Saut en hauteur                   | Marysabel Senyu 1,86 m (=SB)                                                              | Glenka Antonia 1,84 m (=SB)                                                                                | Dacsy Brisón 1,81 m                                                                                 |
| Saut à la perche                  | Robeilys Peinado 4,60 m (SB)                                                              | Aslín Quiala 4,30 m                                                                                        | Katherin Castillo 4,30 m                                                                            |
| Saut en longueur                  | Natalia Linares 6,86 m (GR,PB)                                                            | Leyanis Pérez 6,65 m                                                                                       | Alysbeth Felix 6,44 m                                                                               |
| Triple saut                       | Yulimar Rojas 15,16 m (WL,GR)                                                             | Leyanis Pérez 14,98 m (PB)                                                                                 | Liadagmis Povea 14,85 m (SB)                                                                        |
| Lancer du poids                   | Rosa Ramírez 17,89 m                                                                      | Danielle Sloley 16,81 m                                                                                    | Layselis Jiménez 16,79 m                                                                            |
| Lancer du disque                  | Silinda Morales 61,95 m                                                                   | Alma Pollorena 55,58 (SB)                                                                                  | Adrienne Adams 55,43 m                                                                              |
| Lancer du marteau                 | Rosa Rodríguez 71,62 m (GR)                                                               | Erica Belvit 70,04 m                                                                                       | Mayra Gaviria 68,61 m (PB)                                                                          |
| Lancer du javelot                 | Flor Ruíz 60,52 m                                                                         | María Lucelly Murillo 58,92 m                                                                              | Luz Castro 57,50 m                                                                                  |
| Heptathlon                        | Marys Patterson 5 978 pts                                                                 | Martha Araujo 5 960 pts (SB)                                                                               | Alysbeth Felix 5 860 pts                                                                            |

### Mixte
| Épreuves  | Or | Argent                                                                             | Bronze                                                                           |
| --------- | --- | ---------------------------------------------------------------------------------- | -------------------------------------------------------------------------------- |
| 4 x 400 m | République dominicaine Alexander Ogando Fiordaliza Cofil Lidio Andrés Feliz Anabel Medina 3 min 14 s 81 (GR) | Cuba Leonardo Castillo Roxana Gómez Yoandys Lescay Rose Mary Almanza 3 min 16 s 97 | Colombie Lina Licona Raúl Mena Gustavo Barrios Evelis Aguilar 3 min 20 s 36 (NR) |

### Tableau des médailles
- Pays organisateur (Salvador)

| Rang  | Nation                          | Or | Argent | Bronze | Total |
| ----- | ------------------------------- | -- | ------ | ------ | ----- |
| 1     | Cuba                            | 9  | 11     | 8      | 28    |
| 2     | Mexique                         | 7  | 11     | 5      | 23    |
| 3     | Porto Rico                      | 6  | 2      | 4      | 12    |
| 4     | Venezuela                       | 6  | -      | 2      | 8     |
| 5     | République dominicaine          | 5  | 3      | 6      | 14    |
| 6     | Trinité-et-Tobago               | 4  | 1      | -      | 5     |
| 7     | Colombie                        | 3  | 8      | 7      | 18    |
| 8     | Jamaïque                        | 1  | 4      | 2      | 7     |
| 9     | Guatemala                       | 1  | 2      | 1      | 4     |
| 10    | Sainte-Lucie                    | 1  | 1      | -      | 2     |
| =     | Barbade                         | 1  | 1      | -      | 2     |
| 12    | Saint-Vincent-et-les-Grenadines | 1  | -      | 1      | 2     |
| =     | Salvador                        | 1  | -      | 1      | 2     |
| 14    | Guyana                          | 1  | -      | -      | 1     |
| 15    | Bahamas                         | -  | 1      | 1      | 2     |
| =     | Panama                          | -  | 1      | 1      | 2     |
| 17    | Îles Caïmans                    | -  | 1      | -      | 1     |
| =     | Curaçao                         | -  | 1      | -      | 1     |
| 19    | Îles Vierges britanniques       | -  | -      | 2      | 2     |
| =     | Costa Rica                      | -  | -      | 2      | 2     |
| =     | France                          | -  | -      | 2      | 2     |
| 22    | Dominique                       | -  | -      | 1      | 1     |
| =     | Bermudes                        | -  | -      | 1      | 1     |
| Total | Total                           | 47 | 48     | 48     | 143   |